# Graphématique
La graphématique ou graphémique est l'étude des graphèmes et de leurs relations avec les phonèmes, unités phonétiques ou unités significatives qu’ils représentent. Il s'agit d'une branche de la linguistique.
Elle étudie les spécificités des textes écrits dans une certaine langue et ce à quoi elles correspondent dans la langue orale. Une tâche majeure est l’analyse descriptive de régularités implicites dans les écrits (graphotactique) pour formuler des règles explicites (orthographe) de système d’écriture pouvant être utilisé dans l’éducation prescriptive ou les technologies de la langue comme la synthèse vocale.
Par analogie avec le phonème et les allophones ou phones en phonologie, l’unité graphique de la langue est le graphème, c’est-à-dire le caractère ou groupe de caractères et le glyphe utilisés dans la langue. Différentes analyses considèrent différentes entités comme étant des graphèmes, plusieurs points de divergences se trouvent lorsqu’on considère la ponctuation, les signes diacritiques, les digrammes et autres multigrammes, et les écritures non alphabétiques.
Par analogie avec la phonologie (l’étude phonémique ou des phonèmes) et la phonétique (l’étude des phones), la graphématique ou graphémique étudie les graphèmes, c’est-à-dire la forme, et la graphétique étudie les graphes, c’est-à-dire la substance et spécifiquement la paléographie et la typographie.

## Sémiologie graphique
Comme l'a démontré Jacques Bertin en 1967 dans son ouvrage Sémiologie Graphique. Les diagrammes, les réseaux, les cartes, il existe un répertoire de six graphèmes, ou plus précisément de familles graphémiques, pour créer des iconèmes : la forme, la valeur, la taille, le grain, l’orientation et la couleur.
Une étude graphémique consiste donc à analyser ces six variables essentielles à la constitution d'une image.